# Gonda László (gépészmérnök)
Gonda László (Budapest, 1948. szeptember 25.) a Magyar Nemzeti Bizottság 2006 vezetője, mely szervezet a 2006-os magyarországi tiltakozási hullámban részt vevő, önmagukat „Kossuth térieknek” nevező, illetve a hozzájuk csatlakozó egyéb szervezetek vezetője, a Kossuth téri demonstrációk főszervezője, 2011. szeptember 17-e óta a Magyar Történelmi Vitézi Rend 
tagja.

## Élete
Édesanyja Agátsy Erika temesvári, édesapja dr.Gonda Dezső pozsonyi születésű. A Budapesti Műszaki Egyetemen szerzett gépészmérnöki diplomát 1974-ben. 1976-ban feleségével és 3 temesvári unokatestvérével együtt Németországba emigrált, ahol 12 évig a KUKA (Keller und Knappich Augsburg GmbH) tervező- majd CAD/CAM-mérnökeként dolgozott. 1990 óta szabadúszó, kettős (német–magyar) állampolgár. Két házasságból 3 gyermek apja.

## 2006 őszi tiltakozások
Az első naptól, 2006. szeptember 17-étől kezdve részt vett a budapesti Kossuth téri kormányellenes tüntetéseken, mint moderátor. Alapító tagja és október 31-étől vezetője volt a Kossuth tériek által szervezett Magyar Nemzeti Bizottság 2006-nak, mely a téren, illetve Budapesten máshol zajló kormányellenes demonstrációk, megmozdulások zömének szervezését, lebonyolítását (pl. Y-terv) végezte.